# Scalae Gemoniae
Scalae Gemoniae var en trappa i antikens Rom. Den ledde från Capitoliums ena topp, Arx, ner till Forum Romanum. Sett från Forum Romanum passerade trappan Tabularium och Concordiatemplet till vänster och carcer till höger.

## Beskrivning
Scalae Gemoniae omnämns för första gången under kejsar Tiberius regeringstid (14–37 e.Kr.). De nämns bland annat i Valerius Maximus Factorum et Dictorum Memorabilium och i Plinius Naturalis Historia. Namnet har felaktigt härletts från latinets gemo (”sucka”, ”stöna”); istället antas det komma av egennamnet Gemonius. Trappan användes som avrättningsplats men även som en plats där den avrättades kropp visades upp. Praetorianprefekten och konsuln Sejanus (avrättad år 31 e.Kr.) var en av de första, vars lik visades upp på Scalae Gemoniae. År 69 avrättades kejsar Vitellius på Scalae Gemoniae och hans kropp kastades i Tibern. Scalae Gemoniae användes som avrättningsplats till och med 400-talet e.Kr.